# Steinhorst (Niedersachsen)
Steinhorst ist eine Gemeinde im Landkreis Gifhorn in Niedersachsen.

## Geografie

### Geografische Lage
Steinhorst liegt an der Lachte zwischen den Naturparks Südheide und Drömling. Die Gemeinde gehört der Samtgemeinde Hankensbüttel an, die ihren Verwaltungssitz in der Gemeinde Hankensbüttel hat.
Teilweise auf dem Gebiet der Gemeinde Steinhorst liegt das 1090 Hektar große Naturschutzgebiet Obere Lachte, Kainbach, Jafelbach.

### Nachbargemeinden
Die Gemeinde Steinhorst grenzt im Norden an die Gemeinde Sprakensehl, im Osten an die Gemeinde Dedelstorf, im Süden an die Gemeinde Groß Oesingen und im Westen an den Landkreis Celle.

### Gemeindegliederung
Die Gemeinde gliedert sich in den Kernort Steinhorst sowie die Ortsteile
- Gut Auermühle
- Lüsche
- Räderloh
- Reinhorn

## Geschichte
Urkundlich wird Steinhorst im Jahr 1244 erstmals erwähnt. Bei archäologischen Ausgrabungen im Ortszentrum konnten im Jahr 2020 Spuren einer Gerberei dokumentiert werden. Einige Hölzer waren mittels Dendrochronologie datierbar. Da ein Baum um 984 gefällt wurde, ist der Ort erheblich älter, als Schriftquellen es belegen.
Im Jahre 1668 kam es um Waldrechte mit den Nachbardörfern Bargfeld und Eldingen zu blutigen Auseinandersetzungen (der „Schweinekrieg“).
1895 wurde die Freiwillige Feuerwehr gegründet.

### Rittergut
Das Gut Steinhorst gehört seit 1863 zur Ritterschaft des Fürstentums Lüneburg. Wilhelm von Hammerstein, dem damals zusammen mit seinem Vater Christian von Hammerstein das Gut Klötzenhof in Bleckmar gehörte, erwarb 1863 von Oekonom Bierwirth in Steinhorst einen Vollhof und ließ diesen anstelle seines Gutes in Bleckmar in die Matrikel der Landschaft des vormaligen Fürstentums Lüneburg eintragen. Nachfolger auf Gut Steinhorst waren ab 1872 sein Sohn Hans von Hammerstein-Loxten und ab 1905 bis zu seinem Tod im Jahr 1932 dessen Sohn Wilhelm von Hammerstein. Seine Frau, Adelaide Freiin von Hammerstein, übernahm 1932 die Verwaltung des Gutes Steinhorst, weil ihr Sohn Wilhelm Ludwig noch minderjährig war. Da Wilhelm Ludwig von Hammerstein 1941 in Russland verschollen war, fiel das Gut nach dem Tod von Adelaide Freiin von Hammerstein im Jahr 1957 an ihren Schwager Günther Freiherr von Hammerstein-Loxten (1885–1963). Das das bisherige Herrenhaus 1965 den Besitzer wechselte, wurde das 1935 erbaute Haus Im Busch zum neuen Gutshaus. Bis heute befindet sich das Gut im Besitz der Familie von Hammerstein.

### Eingemeindungen
Am 1. März 1974 wurden die Gemeinden Lüsche (mit Gut Auermühle, 14,80 km²) und Räderloh (15,64 km²) eingegliedert.
Vorher betrug die Flächenausdehnung der alten Gemeinde Steinhorst 27,30 km².

### Einwohnerentwicklung
| Jahr              | Einwohner |
| ----------------- | --------- |
| 1. Dezember 1905  | 666       |
| 16. Juni 1925     | 860       |
| 16. Juni 1933     | 852       |
| 29. Oktober 1946  | 1579      |
| 6. Juni 1961      | 1519      |
| 27. Mai 1970      | 1467      |
| 31. Dezember 1989 | 1478      |
| 31. Dezember 2009 | 1376      |
| 31. Dezember 2010 | 1361      |
| 31. Dezember 2011 | 1353      |
| 31. Dezember 2013 | 1259      |
| 31. Dezember 2016 | 1291      |
| 31. Dezember 2022 | 1259      |

¹ Volkszählungsergebnis

## Politik

### Gemeinderat
Der Rat der Gemeinde Steinhorst setzt sich aus elf Mitgliedern zusammen.
Die letzten Kommunalwahlen ergaben die folgenden Sitzverteilungen:
| Wahljahr | CDU | SPD | Grüne | UWGS | Gesamt   |
| 2021     | 8   | 2   | 1     | -    | 11 Sitze |
| 2016     | 7   | 4   | -     | -    | 11 Sitze |
| 2011     | 8   | 3   | -     | -    | 11 Sitze |
| 2006     | 8   | 3   | -     | -    | 11 Sitze |
| 2001     | 7   | 3   | -     | 1    | 11 Sitze |

### Bürgermeister
Ehrenamtlicher Bürgermeister ist seit 2021 Percy Pfeiff. 
Seine Vorgänger waren Klaus-Hinrich Singer (2016–2021) und Wilhelm Hasselmann (1996–2016).

### Wappen
Die Wappenbeschreibung lautet: Durch einen silbernen Wellenbalken in Grün und Rot 2:1 geteilt, oben mit einem silbernen rechtssehenden Pferdekopf belegt, begleitet von einer Ähre und einem Eichblatt mit Eichel, beide golden, unten belegt mit einem waagerecht halbierten schwarzen Mühlrad.
Der obere Teil weist auf die Land- und Forstwirtschaft des Ortes hin; die wellenförmige Trennungslinie symbolisiert den Heidefluss Lachte. Der untere Teil des Wappens zeigt ein Wasserrad und steht für die Steinhorster Mühle.

## Kultur und Sehenswürdigkeiten
- Schulmuseum Steinhorst mit Erich-Weniger-Haus, Marktstr. 20.
- St.-Georgs-Kirche zu Steinhorst (13. Jahrhundert)
- Gasthaus Weißes Roß (19. Jahrhundert, abgerissen im Winter 2012/2013)
- Haus der Gemeinde. Das Gebäude wurde 1911/12 von Heinrich Tessenow als Lehrlingswohnheim einer jüdischen Landwirtschaftsschule errichtet. 1926 kaufte der Norddeutsche Fußball-Verband das Haus, 1952 wurde es vom Hamburger Fußball-Verband erworben und als Jugendheim des Verbandes genutzt, und seit 1973 ist es im Besitz der Gemeinde Steinhorst. 1988 wurde es unter Denkmalschutz gestellt.

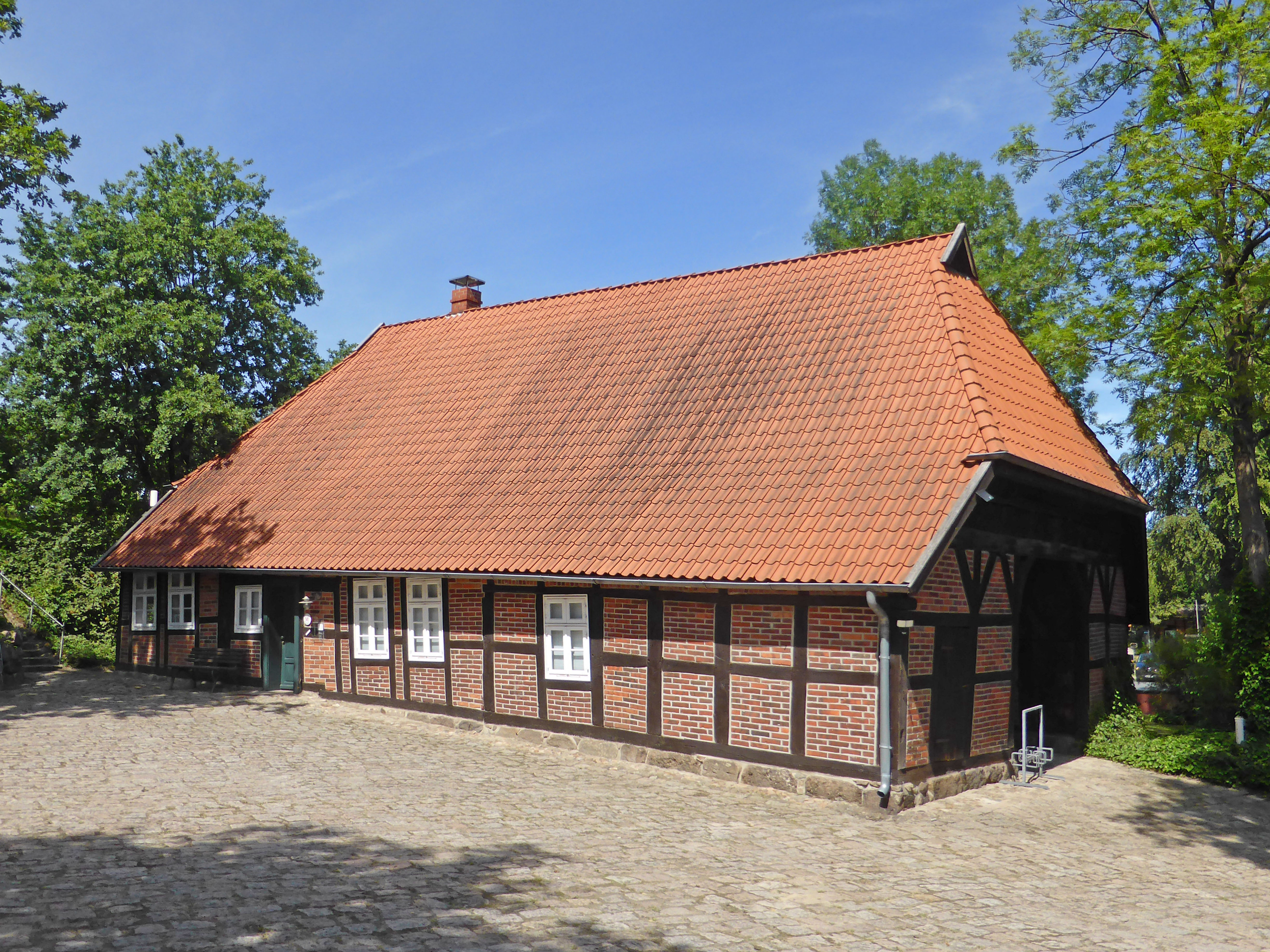
Schulmuseum
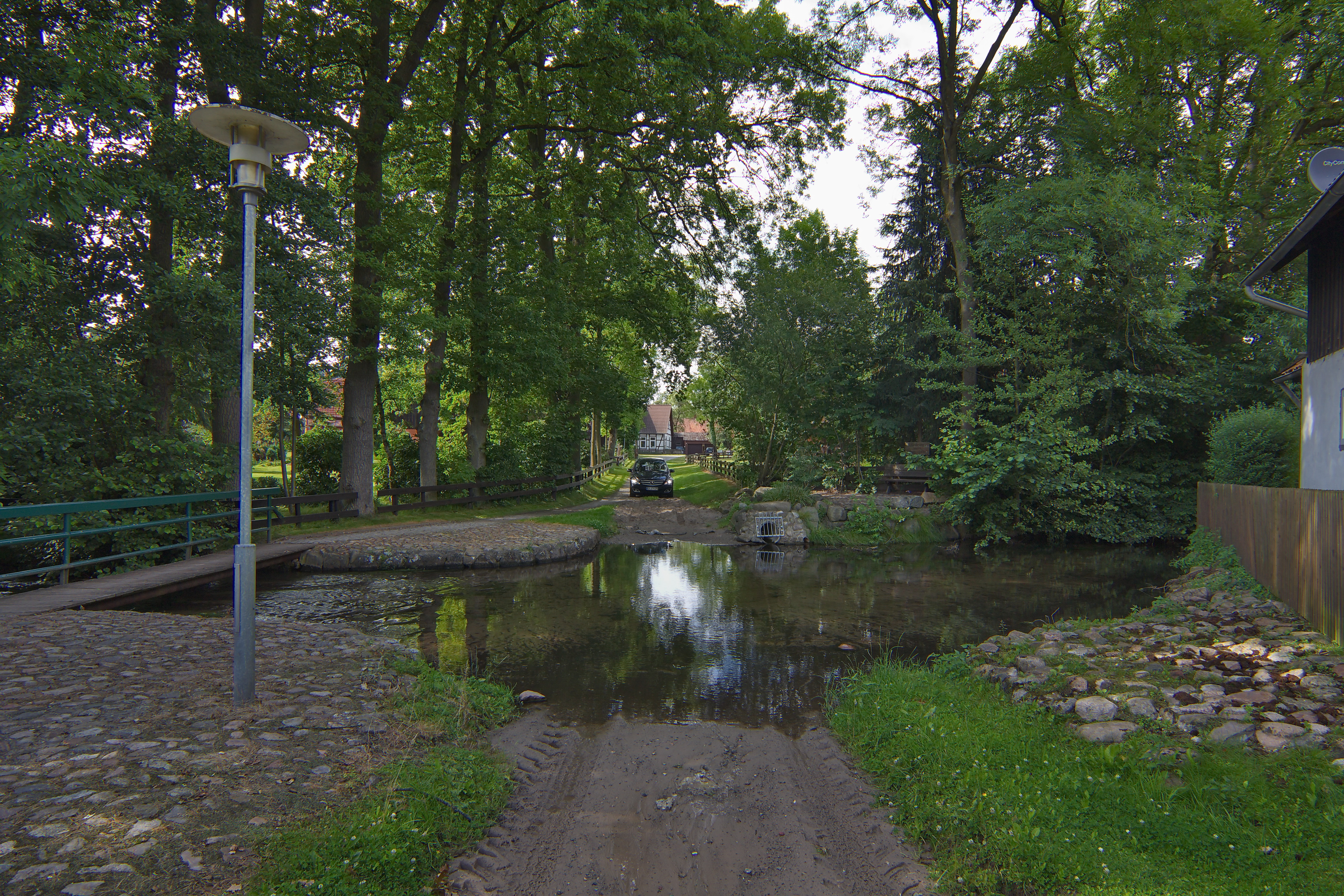
Lachtefurt im Ort
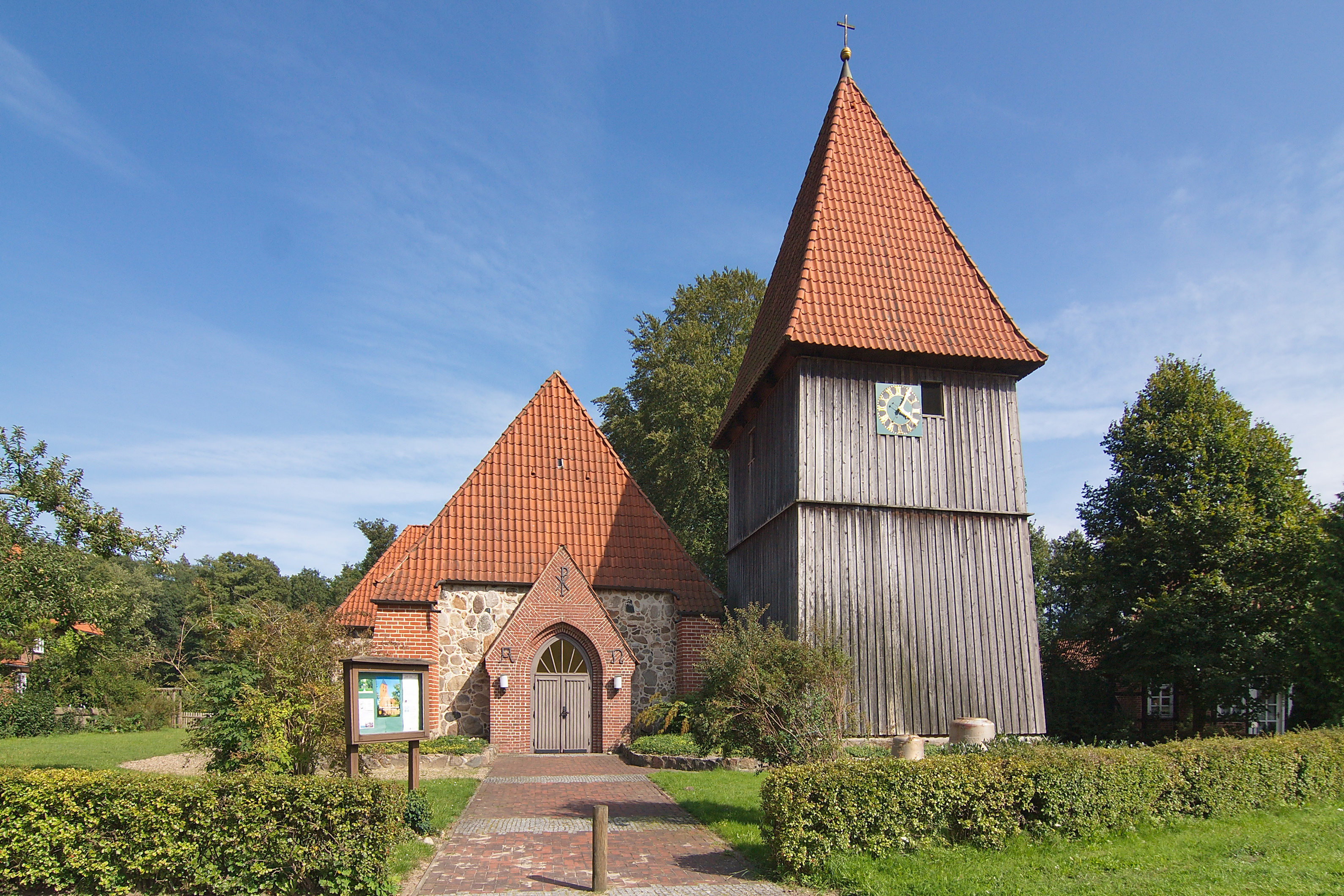
St.-Georgs-Kirche
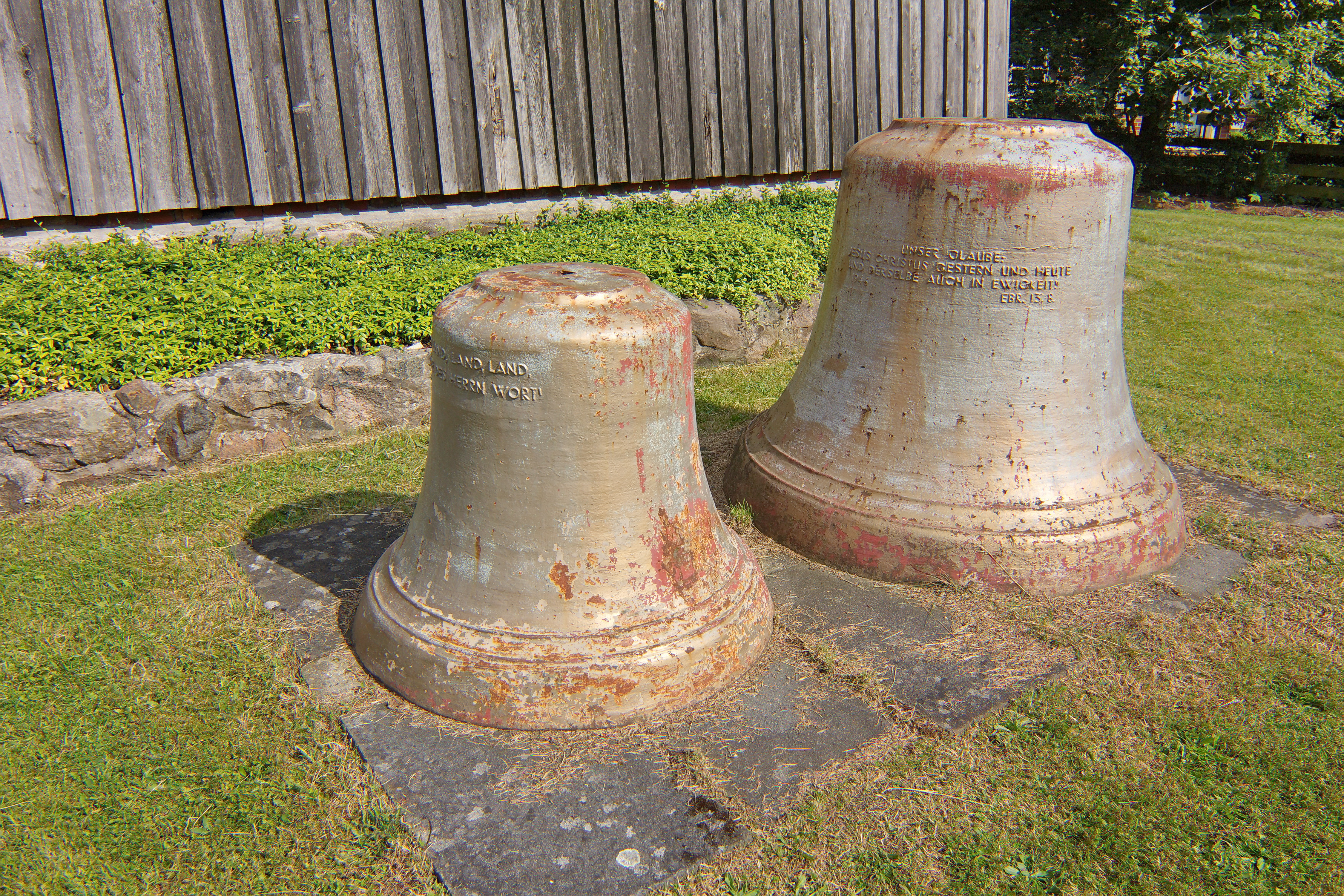
Glocken vor der St.-Georgs-Kirche
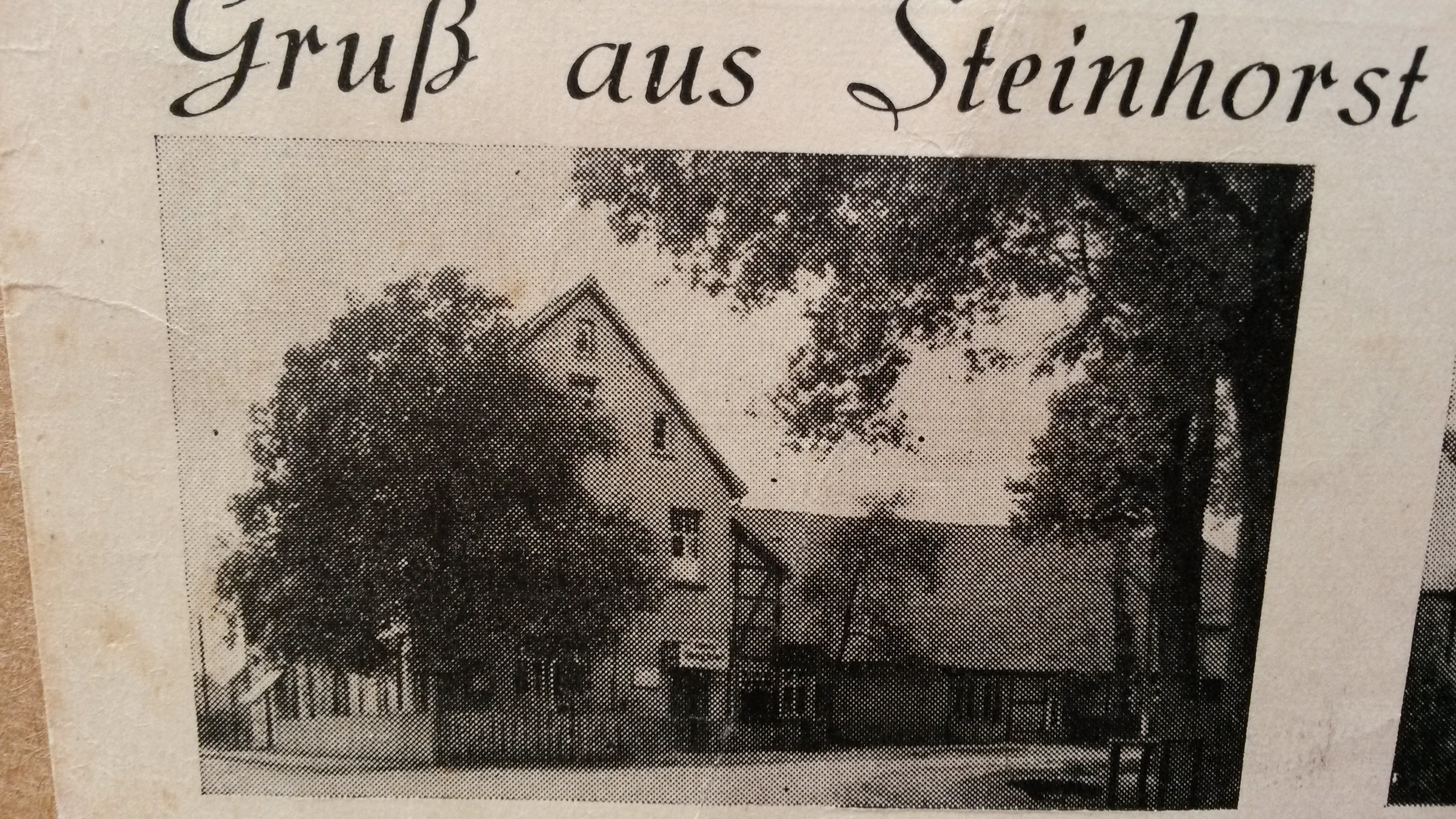
Ehemaliges Gasthaus „Weißes Roß“ auf einer alten Postkarte; heute steht dort ein Gedenkstein.
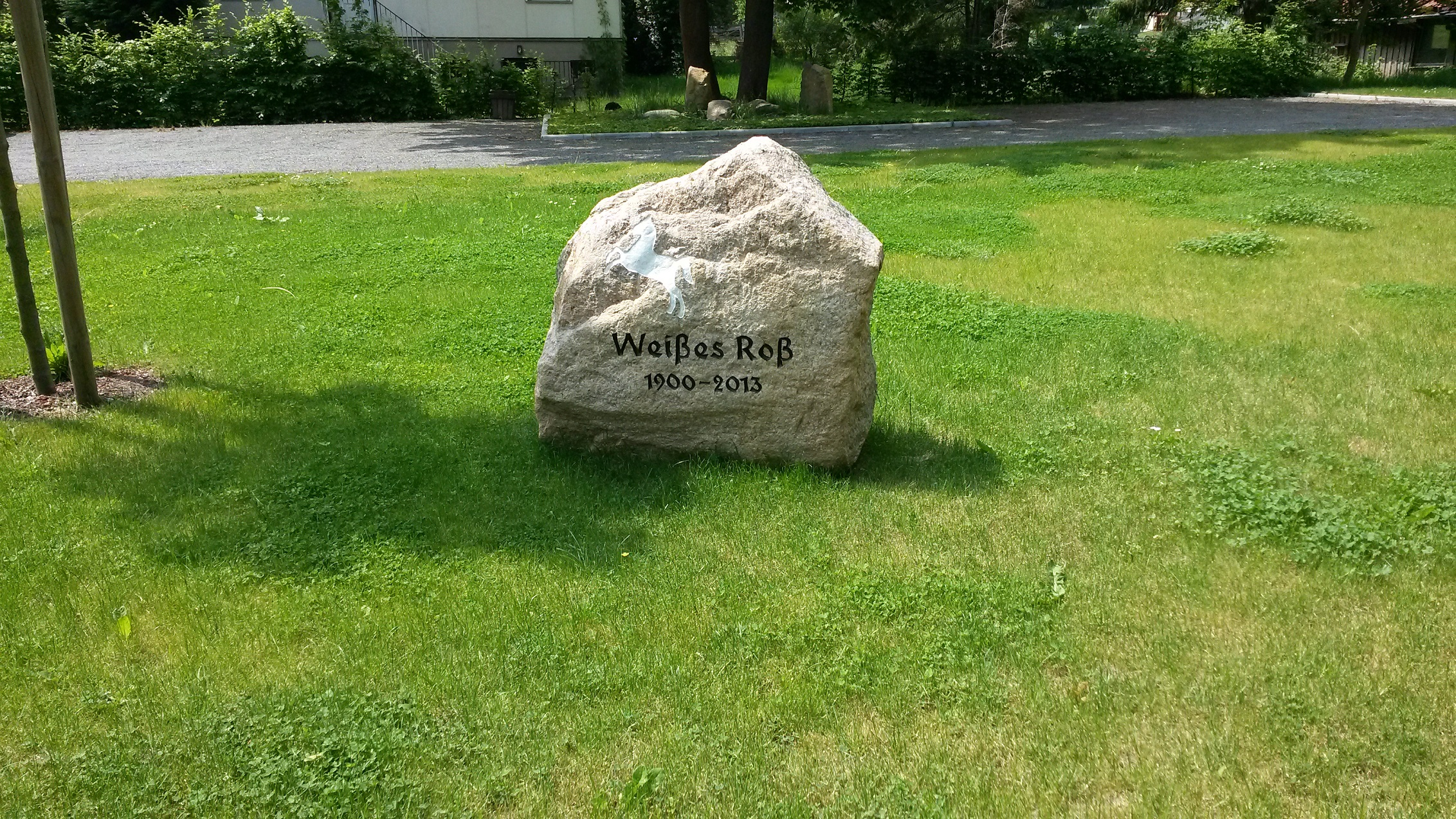
Gedenkstein
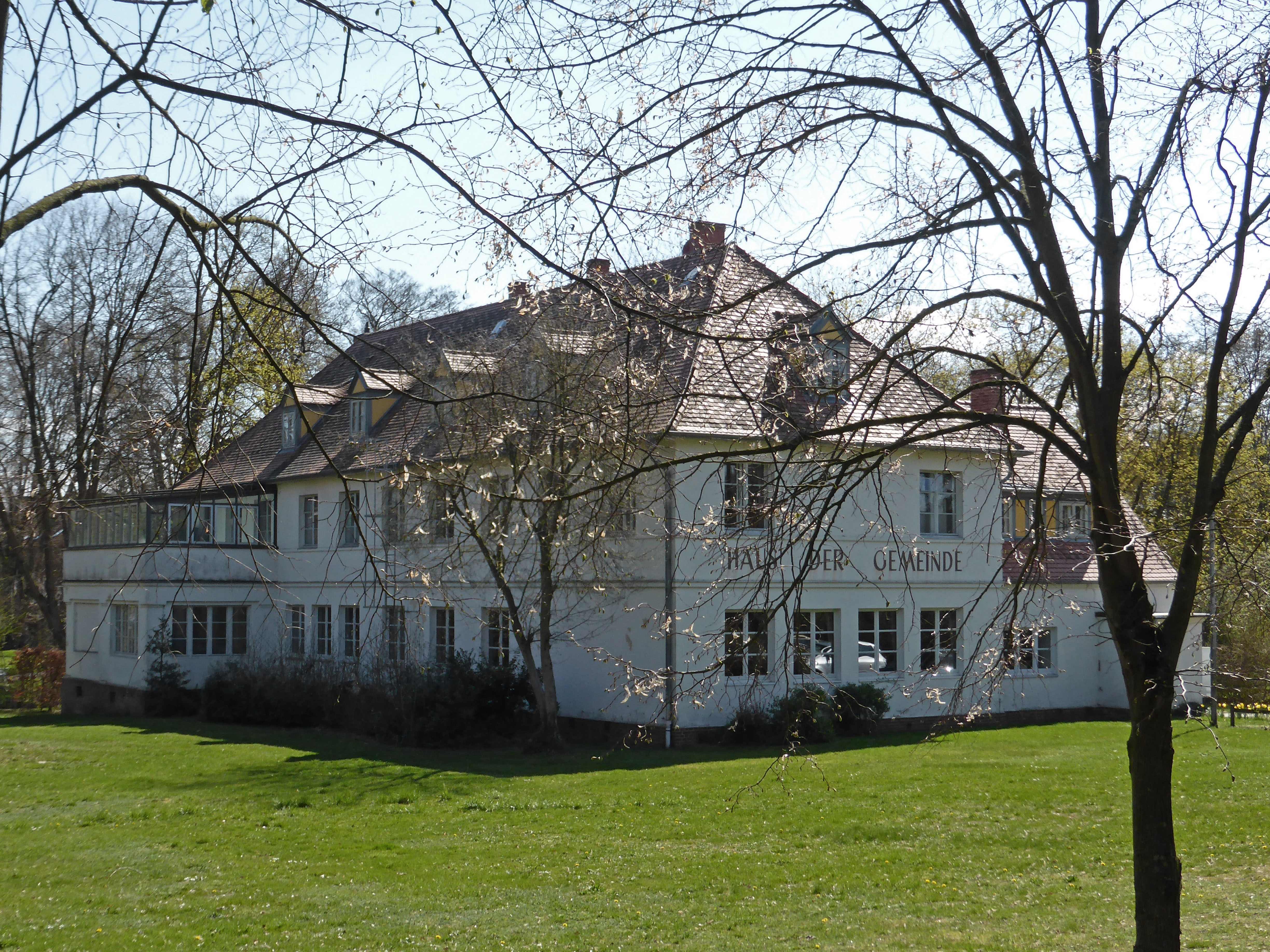
Haus der Gemeinde

## Regelmäßige Veranstaltungen
- Schützenfest: Pfingstwochenende
- Jahrmarkt: letzter Dienstag im August
- Steinhorster Lesesommer
- Sportwoche des Sportvereins: Juli/August
- Erntefest: erstes Wochenende im September
- Oldtimer-/Treckertreffen: Mitte September, Steinhorst, Ortsteil Reinhorn

## Wirtschaft und Infrastruktur

### Verkehr
- Steinhorst liegt westlich der Bundesstraße 4, die von Braunschweig nach Lüneburg führt.
- Durch Steinhorst hindurch verläuft die Landesstraße L 282 von Celle in Richtung Wittingen.
- Von Steinhorst beginnend führen die Kreisstraßen K 1 in Richtung Groß Oesingen sowie die K 2 zur Bundesstraße 4 nahe Auermühle.[9]
- Durch Steinhorst verläuft die Bahnstrecke Celle-Wittingen, die aktuell (1/2025) aber nur von Güterzügen bedient wird.

### Bildung
- Grundschule
- Kindergarten
- Wald- und Naturkindergarten
- Haus der Gemeinde (Landjugend-Raum)

## Söhne und Töchter der Gemeinde
- Adolf Schneider (1806–1886), Verwaltungsjurist
- Paul Gabriel (1883–1964), reformierter Theologe
- Erich Weniger (1894–1961), Professor für Pädagogik

### Persönlichkeiten
- Wilhelm von Hammerstein (1808–1872), Finanz- und Innenminister im Königreich Hannover, Besitzer des Rittergutes Steinhorst
- Hans von Hammerstein-Loxten (1843–1905), preußischer Innenminister, Besitzer des Rittergutes Steinhorst
- Fritz Beindorff (1860–1944) war ab 1895 Besitzer der Firma Pelikan Holding, erbaute das Gut Auermühle
- Kurt von Hammerstein-Equord (1878–1943), beigesetzt auf dem Familienfriedhof in Steinhorst, Reichswehrchef und General
- Felix Linnemann (1882–1948), vierter DFB-Präsident, Leiter der Kriminal-Polizeistelle Hannover, SS-Standartenführer